# Culann
Culann – postać występująca w cyklu ulsterskim, kowal, uważanym za reinkarnację boga morza Manannana Mac Lira.
Culann posiadał ogromnego psa obronnego, którego gołymi rękami zabił iryjski bohater Sétanta. Bohater, chcąc udobruchać rozgniewanego boga, zaproponował, że sam przejmie obowiązki stróża, do czasu aż nowe zwierzę nie przejdzie odpowiedniej tresury.